# Stéphane Girel
 (septembre 2016).
Si vous disposez d'ouvrages ou d'articles de référence ou si vous connaissez des sites web de qualité traitant du thème abordé ici, merci de compléter l'article en donnant les références utiles à sa vérifiabilité et en les liant à la section « Notes et références ».
Stéphane Girel est un illustrateur français né le 23 mars 1970 à Lyon.

## Biographie
Stéphane Girel naît le 23 mars 1970 à Lyon.
Il a suivi des études d'illustration à Lyon.
Il a illustré de nombreux albums ou romans de différents auteurs chez des éditeurs français (Éditions du Rouergue, Casterman, Flammarion, etc.) et internationaux (Pastel, coréens : Yeowon Média, Kunna Publishing, Koréa Schweitzer, Glendoman). Il est l'auteur et illustrateur de quelques albums.
Stéphane Girel a vécu en Savoie avant de s'installer à Valence dans la Drôme.
Il est enseignant à l'Enaai.
Son travail graphique se caractérise par une grande diversité dans les techniques employées .

## Publications

### Albums
- Prunelle de Rascal, Pastel-L'École des loisirs, 1998
- La princesse de Neige de Pascal Nottet, Pastel-L'École des loisirs, 1997
- La jeune fille plus sage que le juge de Mariana Cojan Negulesco, Albin Michel jeunesse, coll. « Contes d'hier et d'aujourd'hui », 1997
- La route du vent de Rascal, Pastel-L'École des loisirs, 1997  (ISBN 9782211043588)
- Pénélope la poule de Pâques d'Hubert Ben Kemoun,Flammarion-Père Castor, 1998
- Blanche dune de Rascal, Pastel-L'École des loisirs, 1998  (ISBN 9782211047883)
- The bottle imp de Robert Louis Stevenson, Grimm Press, Taïwan, 1999
- Cric-crac de Rascal, Pastel-L'École des loisirs, 1999
- La dame du mercredi d'Anne-Sophie de Monsabert, Autrement jeunesse, 1999
- A pas de velours avec Isabelle Chatellard, livre-CD, Didier Jeunesse, 1999
- Margot la malice et autres contes de Véronique Beerli, Albin Michel, 2000
- Côté cœur de Rascal, Pastel-L'École des loisirs, 2001. Prix Sorcières 2001 (premières lectures).
- Deux chiens, Pastel-L'École des loisirs, 2000
- De rage et d'orage d'Anne-Sophie de Monsabert, Casterman, 2000
- Une grande fête au jardin du Luxembourg de Martine Beck, Le Sorbier, 2000
- Bouche cousue de Gigi Bigot et Pépito Matéo, Didier Jeunesse, 2001
- Ami-ami de Rascal, Pastel-L'École des loisirs, 2002. Prix Sorcières 2003 (meilleur album).
- Histoire de deux amours de Carlos Drummond de Andrade, un livre bilingue français-portugais, Chandeigne, 2002
- Les rouges et les noirs d'Hubert Ben Kemoun, Flammarion-Père Castor, 2002
- La petite fille de l'arbre de Karelle Ménine, Didier Jeunesse, 2002
- Yann-Maï-Padpanik, un conte des bords de la Vilaine de Gigi Bigot, livre-CD, Actes Sud Junior, coll. « Un livre, une voix », 2002
- Mon papa est le plus fort, Le Rouergue, 2002
- L'homme de paille de François Morel, Gallimard Jeunesse, 2002
- Thomas + Mathieu de Kent, Le Rouergue, 2003
- Le pinceau magique de Didier Dufresne, Flammarion-Père Castor, 2003
- Moi je boude de Titus, Gautier-Languereau, 2003
- Peter Pan de James Mattew Barrie,  Flammarion-Père Castor, 2003
- Le papa de Jonas de Kent, Le Rouergue, 2004
- Ninette de Franck Prevot, Grandir, 2003  (ISBN 9782841662470)
- Un amour de verre de Franck Prévot, Le Rouergue, 2003
- Mon double et moi de Philippe Lechermeier, Bilboquet, 2004
- Abou de Jeanne Failevic, Flammarion-Père Castor, 2004
- La petite fille et le monstre de Albena Ivanovitch-Lair, Flammarion-Père Castor, 2005
- Contes Papous, Kyowon, Corée, 2006
- Ma petite usine de Rascal, Rue du monde, 2005
- La nuit du marchand de sable de Clair Arthur, Flammarion-Père Castor, 2007
- Ce printemps d'une seconde de Henri Meunier, Lo Païs/Le Rocher, 2007
- Au fil des flots avec Isabelle Chatellard, Didier Jeunesse, 2006
- Contes d'hiver de Hélène Kérillis, Vilo jeunesse, 2006
- Petits contes malicieux de Gudule, Milan, 2007  (ISBN 9782745924780)
- Rien à voir de Franck Prévot, Éditions du Rouergue, coll. « Varia », 2007
- Contes de la mer de Hélène Kérillis, Vilo jeunesse, coll. « Si le monde m'était conté », 2007  (ISBN 2719108057)
- The Little Red Cabin, Yeowon Media, Corée, 2007
- Un oiseau en hiver de Hélène Kérilis, L'Elan vert, 2007
- Le ventre de la chose d'Hubert Ben Kemoun, Vilo jeunesse, 2008  (ISBN 2719108189)
- Contes à tire-d'aile de Hélène Kérilis, Vilo jeunesse, « Si le monde m'était conté », 2008
- Ce printemps d'une seconde de Henri Meunier, Le Rocher jeunesse, 2007  (ISBN 2268061612)
- Les bourgeois de Calais de Géraldine Elschner, co-illustré avec Christophe Durual Canopé/L'Elan vert, coll. « Pont des arts », 2009  (ISBN 9782844551375)
- Pirate sur le vengeur de Yves Pinguilly, L'Elan vert, coll. « Si j'étais », 2008  (ISBN 9782844551023)
- Edith en effets de Franck Prévot, L'Edune, 2010  (ISBN 9782353190522)
- Le pied marin d'Emmanuel Trédez, Belin jeunesse, 2010  (ISBN 9782701152240)
- Les arbres de Noël de Géraldine Elschner, Canopé/L'Elan vert, coll. « Pont des arts », 2010  (ISBN 9782844551696)
- Fleur de sel de Géraldine Elschner, L'Elan vert, 2011  (ISBN 9782844552020)
- Où est passée la rainette ? Claude Monet à Giverny de Géraldine Elschner, Canopé/L'Elan vert, coll. « Pont des arts », 2012  (ISBN 9782844552273)
- Frère des chevaux : Lascaux de Michel Piquemal, Canopé/L'Elan vert, coll. « Pont des arts », 2012  (ISBN 9782844552433)
- Sidosny, de Marizabel, Cache-cailloux, 2013  (ISBN 9782918489078)
- Les 3 sœurs du roi méchant de Maureen Dor et Marianna Galeanea, Clochette, coll. « Les classimots », 2014  (ISBN 9791091965088)
- Les symphonies subaquatiques, un conte musical au cœur des océans de Valérie Bour, livre-CD, Editions des Braques, 2015  (ISBN 9782918911562)
- Nuages-Clouds de Hélène Kérilis, Léon Arts and stories, 2015  (ISBN 9791092232226)
- Je serai cet humain qui aime et qui navigue, de Franck Prévot, HongFei Cultures, 2016  (ISBN 9782355581113)
- Mon toi, HongFei Cultures, 2018  (ISBN 9782355581427)

### Bandes dessinées
- Vie privée (dessin), avec Céfé (scénario), Éditions Paquet, coll. « Carte de Venise », 1998[3].
- La Promise (dessin), avec Myriam Tonelotto, Paquet, coll. « Blandice », 2009.

### Romans
- Panette et Panou, de Jean-Marc Sajous, Scandéditions-La Farandole, coll. « Farandole en poche », 1993  (ISBN 9782209068432)
- Mon père est un rocker, de Jacques Cassabois, Scandéditions-La Farandole, coll. « Farandole en poche », 1993  (ISBN 9782209067725)
- La chanson du chasseur de chats, de Jack Chaboud, Epigones, coll. « Myriades », 1995  (ISBN 9782736646066)
- La presqu'île de Saint-Tropez, carnet de croquis, Gallimard,1996  (ISBN 9782070595549)
- Sortilège au Muséum de Philippe Delerm, Magnard, coll. « Les fantastiques », 1996  (ISBN 9782210977396)
- La longue veille de Suzy Arnaud-Valence, Magnard jeunesse, 1996  (ISBN 9782210977273)
- La malédiction des « ruin »es de Philippe Delerm, Magnard, coll. « Les fantastiques », 1997  (ISBN 9782210977525)
- La malédiction de Toutanchaton de Jack Chaboud, Epigones, coll. « Myriades », 1997  (ISBN 9782736646646)
- Manon et Mamina de Yaël Hassan, Casterman, coll. « Romans Dix et plus. Comme la vie », 1998
- La secret de Papy Frioul de Jean-Luc Luciani, Epigones, coll. « Myriades », 1998
- Contes traditionnels de Bourgogne de Jacques Cassabois, Milan, 1998  (ISBN 9782841136995)
- Le passager clandestin de Do Spillers, Milan, coll. « Milan poche cadet », 1999  (ISBN 9782841138975)
- Gare aux rêveurs de François Le Glohaec, Hemma, coll. « Lire et délires », 1999
- Qui est Laurette ? de Florence Cadier, Nathan, coll. « Première lune », 1999  (ISBN 9782092824702)
- Loin de toi de Rolande Causse, Casterman, coll. « Histoires Six et plus. Premières fois », 1999
- Attachez vos ceintures de Rolande Causse, Casterman, coll. « Histoires Six et plus. Premières fois », 1999
- Quelle peur ! de Rolande Causse, Casterman, coll. « Histoires Six et plus. Premières fois », 2000  (ISBN 9782203128538)
- L'affaire Barbe-Bleue. Un bandit qui retourne sa veste de Yak Rivais, Retz, coll. Petits comédiens, 2000  (ISBN 9782725620039)
- Oualid président ! de Claire Clément, Casterman, coll. « Romans Huit et plus. Comme la vie », 2001  (ISBN 9782203119192)
- Vacances force 8 de Catherine Ribeiro, Actes Sud Junior, coll. « Les premiers romans », 2002  (ISBN 9782742737420)
- Mille ans de contes arabes de Jean Muzi, Milan, coll. « Mille ans de contes », 2002
- Pitié pour les voleurs de Marie-Sabine Roger, Casterman, coll. « Romans Huit et plus. Comme la vie », 2002  (ISBN 9782203119338)
- L'envol suivi de Panier de fruits de Philippe Delerm, illustration de la couverture, Librio, 2003  (ISBN 9782290334492)
- La guerre des grenouilles de Clair Arthur, Père Castor-Flammarion, coll. « Castor cadet », 2003
- L'école, ça sert à rien de François Braud, Casterman, 2004  (ISBN 9782203129405)